# هيويل لويد
هيويل لويد (بالإنجليزية: Hywel Lloyd)‏ هو سائق سيارة سباق بريطاني، ولد في 14 مارس 1985 في Corwen ‏ في المملكة المتحدة.

## روابط خارجية
- هيويل لويد على موقع DriverDB.com (الإنجليزية)